# Hartsfield-Jackson Atlanta International Airport
Hartsfield-Jackson Atlanta International Airport (IATA: ATL, ICAO: KATL), lokalt kendt som Atlanta Airport, Hartsfield Airport eller blot Hartsfield, er den internationale lufthavn i Atlanta, Georgia, USA, beliggende 11 km syd for det centrale Atlanta. I 2017 var lufthavnen verdens travleste målt på passagertrafik med 101,5 millioner passagerer. I 2006 var det den med flest landende og lettende fly med 976.447 afgange og ankomster. Flyselskabet Delta Air Lines driver verdens største luftfartshub fra lufthavnen.
Mange af lufthavnens flyafgange og -ankomster er indenrigsflyvninger i USA, hvor Atlanta fungerer som et stort kundepunkt for fly til og fra mindre byer i hele det sydlige USA. 57 procent af Hartsfield-Jacksons lufthavnspassagerer bliver ikke i Atlanta, men rejser videre med fly. Som internationalt knudepunkt for fly til og fra USA, er Hartsfield-Jackson placeret som nummer syv; JFK International i New York er nummer et. Lufthavnen har flere nonstop-flyafgange og rejsemål end nogen anden lufthavn i verden, med 243 nonstop-rejsemål, deraf 72 internationale i 45 lande.
Lufthavnen er arbejdsplads for 55.300 personer, der arbejder for flyselskaber, med landtransport, for koncessionerede selskaber, med sikkerhed, for forbundsregeringen, Atlantas bystyre og forretninger. Dermed anses lufthavnen for at være den største arbejdsplads i Georgia. Med en samlet lønudbetaling på 2,4 milliarder dollar, har lufthavnen en direkte og indirekte økonomisk påvirkning på 5,6 milliarder dollar på den lokale og regionale økonomi, og en samlet årlig regional, økonomisk påvirkning på mere end 18,7 milliarder dollar.
Hartsfield-Jackson Atlanta International Airport er den primære hub for flyselskaberne Delta Air Lines, AirTran Airways, Delta Connection og Atlantic Southeast Airlines. 
Lufthavnen er opkaldt efter to tidligere borgmestre i Atlanta, William Berry Hartsfield og Maynard Jackson.